# 3130 Hillary
3130 Hillary este un asteroid din centura principală, descoperit pe 20 decembrie 1981 de Antonín Mrkos.